# 维塔利·弗谢沃洛多维奇·曼斯基

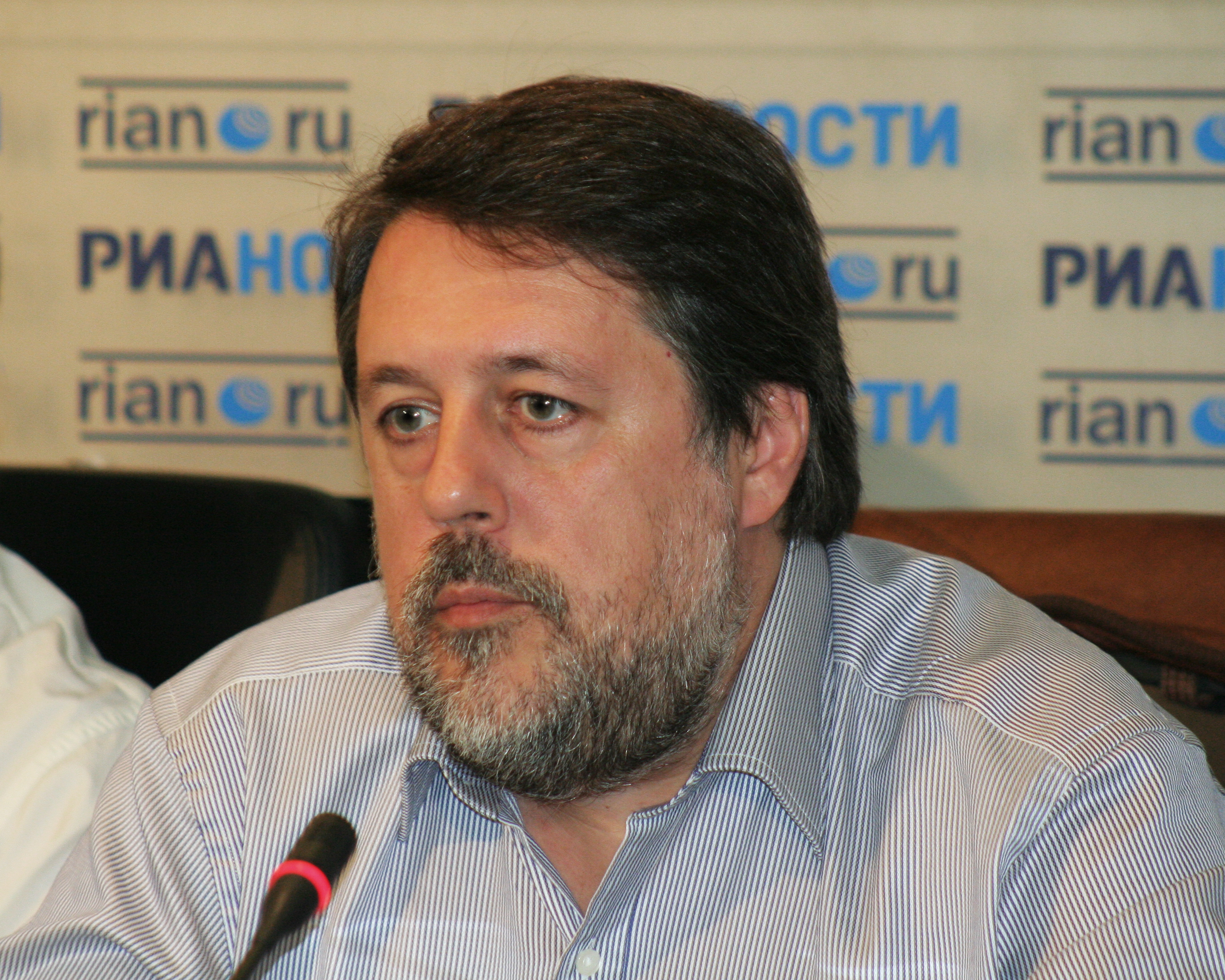
2010年的维塔利·曼斯基

维塔利·弗谢沃洛多维奇·曼斯基（俄语：Виталий Всеволодович Манский，1963年12月2日—），生於烏克蘭利維夫，是俄羅斯的一位紀錄片導演。他是國際紀錄片電影節Artdocfest的創始人。2014年至今，他一直居住在拉脫維亞的里加。

## 知名紀錄片

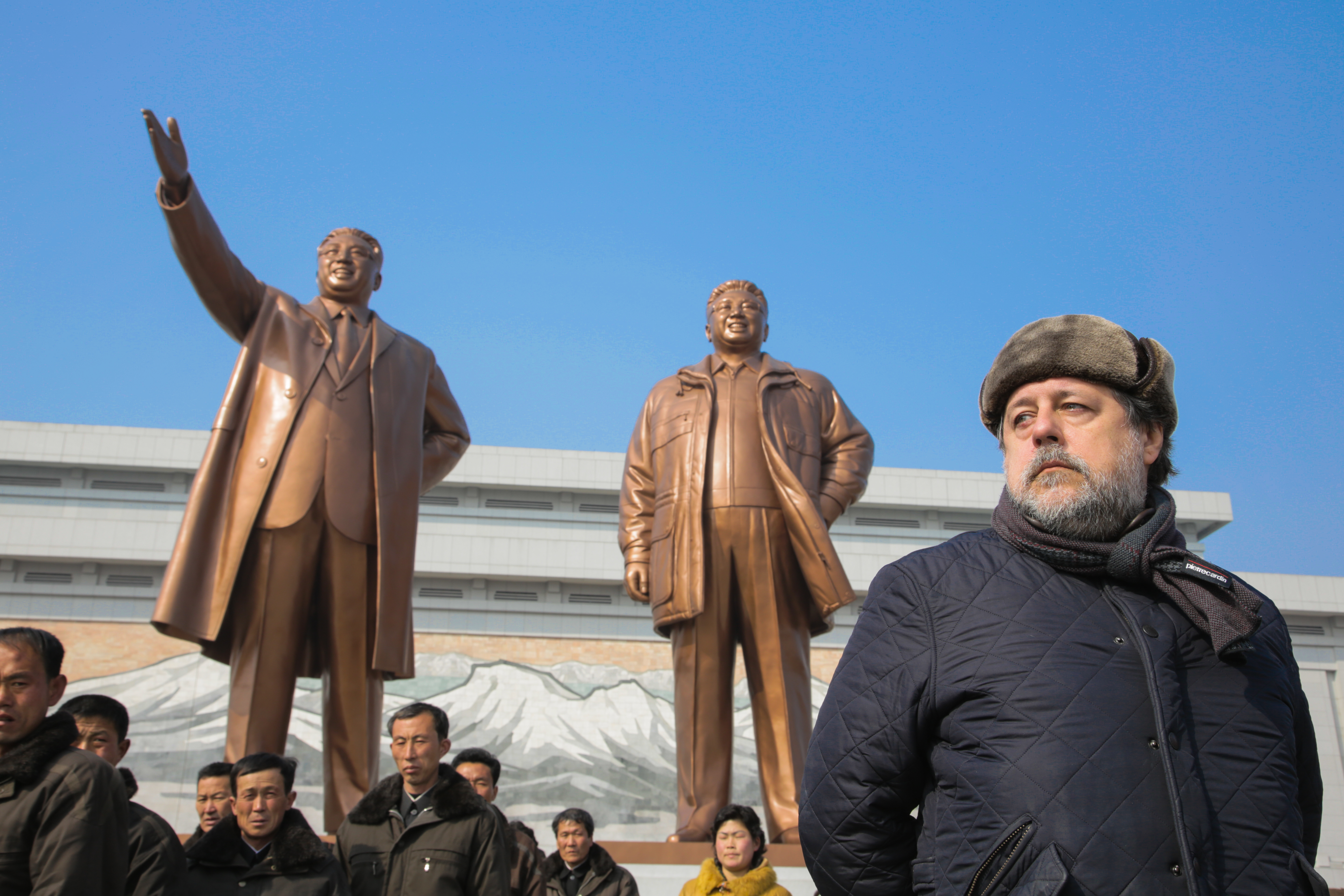
曼斯基在北朝鮮紀錄片《太陽之下》中

- 2020年 《戈巴契夫，天堂》（Gorbachev. Heaven）
- 2018年 《普丁的見證人（俄语：Свидетели Путина）》
- 2016年 《親密關係（俄语：Родные (фильм, 2016)）》
- 2015年 《太陽之下》（В лучах солнца）
- 2013年 《喇叭》（Tруба）
- 2011年 《祖國或死亡（俄语：Родина или смерть (фильм, 2011)）》
- 2004年 《t.A.T.u.在天國（俄语：«Тату» в Поднебесной）》
- 2003年 《t.A.T.u.的解剖（英语：Anatomy of t.A.T.u.）》

## 外部連結
- Mansky's personal website （页面存档备份，存于） （英語、俄語和拉脫維亞語）
- 维塔利·弗谢沃洛多维奇·曼斯基在互联网电影资料库（IMDb）上的資料（英文）